# Akinobu Osako
Akinobu Osako, född den 27 november 1960 i Kobayashi, Japan, är en japansk judoutövare.
Han tog OS-brons i herrarnas mellanvikt i samband med de olympiska judotävlingarna 1988 i Seoul.